# Chusang Ngawang Chödrak
Chusang Ngawang Chödrak (1710-1772) was een Tibetaans geestelijke.
Hij was de negenenvijftigste Ganden tripa van 1771 tot ca. 1772 en daarmee de hoofdabt van het klooster Ganden en hoogste geestelijke van de gelugtraditie in het Tibetaans boeddhisme.

## Biografie
Hij werd geboren in Rinchen Shong, in de omgeving van het Chubzang-klooster in Tolung. Op jonge leeftijd werd hij toegelaten tot het klooster, waar hij de voor het kloosterleven benodigde basisopleiding ontving.
Hij vertrok hierna naar Lhasa, waar hij zich inschreef bij het College van het Sera-klooster; hij studeerde onder andere bij Chedrub Chenpo Rinchen Gyeltsen. Hij behaalde de graden Geshe Lingse en Geshe Rabjampa tijdens het Lhaden Tsokcho Chenmo, een jaarlijks gebedsfestival gewijd aan de vijfde dalai lama. Op de kloosterschool van Sera leverde hij een bijdrage aan het verbeteren van discussie- en gesprekstechnieken, waarin hij bekwaam was. Daarna volgde hij aan het Gyuto-college in Lhasa Tantra-studies, onder de 55e en 57e Ganden tripa. Hij bestudeerde tantra-literatuur, rituelen, religieuze dansen en -muziek, de zangkunst en mandala-tekenen. Aansluitend werd hij benoemd tot abt van het college van Gyuto en daarna tot abt aan het Shartsecollege van het Gandenklooster, tijdens welke periode hij ook lesgaf. 
In 1771 werd hij verkozen tot de 59e Ganden tripa. Hij stond bekend om zijn eenvoudige wijze van leven, hij prefereerde bijvoorbeeld goedkope gewaden en houten in plaats van zilveren servies. 
Door zijn overlijden in 1772 kon hij de gebruikelijke termijn van 7 jaar niet afmaken. Zijn volgelingen voerden in een bos een rituele crematie uit, onder het zeggen van gebeden. In een aantal kloosters in de omgeving werden door zijn vele volgelingen eveneens nirvana-gebedsstonden gehouden.